# Lupele
Lupele – wieś w Rumunii, w okręgu Gałacz, w gminie Pechea. W 2011 roku liczyła 26 mieszkańców.